# Love Kills
„Love Kills” (ro: „Dragostea ucide”) este o piesă muzicală compusă de Jukka Immonen, Iain Farquharson și Andreas Anastasiou și interpretată de Roberto Bellarosa. Melodia a fost selectată pe 16 decembrie 2012 pentru a reprezenta Belgia la Concursul Muzical Eurovision 2013, care va avea loc în luna mai 2013.
Cântecul a fost realizat în parteneriat cu casa de discuri Sony.